# Komory na Letnich Igrzyskach Olimpijskich 2024
Komory na Letnich Igrzyskach Olimpijskich 2024 – występ kadry sportowców reprezentujących Komory na igrzyskach olimpijskich, które odbyły się w Paryżu we Francji, w dniach 26 lipca – 11 sierpnia 2024.
Reprezentacja Komorów liczyła czworo zawodników – kobietę i trzech mężczyzn, którzy wystąpili w 3 dyscyplinach.
Był to ósmy start Komorów na letnich igrzyskach olimpijskich.

## Reprezentanci

### Kajakarstwo

#### Kajakarstwo górskie
slalom
| Zawodnik   | Konkurencja    | Eliminacje | Eliminacje | Eliminacje | Eliminacje | Eliminacje | Eliminacje | Półfinały | Półfinały | Finał | Finał   | Pozycja | Źródło |
| Zawodnik   | Konkurencja    | P 1        | M.         | P 2        | M.         | Razem      | M.         | Czas      | Miejsce   | Czas  | Miejsce | Pozycja | Źródło |
| ---------- | -------------- | ---------- | ---------- | ---------- | ---------- | ---------- | ---------- | --------- | --------- | ----- | ------- | ------- | ------ |
| Andy Barat | slalom K-1 (m) | 105.82     | 22.        | 107.59     | 20.        | 105.82     | 24.        | NQ        | NQ        | NQ    | NQ      | 24.     | [ 1 ]  |

cross
| Zawodnik   | Konkurencja    | Na czas | Na czas | Runda I | Repasaże | Eliminacje | Ćwierćfinały | Półfinały | Mały finał | Finał | Pozycja | Źródło |
| Zawodnik   | Konkurencja    | Czas    | Miejsce | Runda I | Repasaże | Eliminacje | Ćwierćfinały | Półfinały | Mały finał | Finał | Pozycja | Źródło |
| ---------- | -------------- | ------- | ------- | ------- | -------- | ---------- | ------------ | --------- | ---------- | ----- | ------- | ------ |
| Andy Barat | cross KX-1 (m) | 76.95   | 30.     | 3 R     | 4.       | NQ         | NQ           | NQ        | NQ         | NQ    | 38.     | [ 1 ]  |

### Lekkoatletyka
| Zawodnik         | Konkurencja       | Runda 1 | Runda 1 | Runda 2 | Runda 2 | Półfinał | Półfinał | Finał | Finał   | Źródło |
| Zawodnik         | Konkurencja       | Wynik   | Miejsce | Wynik   | Miejsce | Wynik    | Miejsce  | Wynik | Miejsce | Źródło |
| ---------------- | ----------------- | ------- | ------- | ------- | ------- | -------- | -------- | ----- | ------- | ------ |
| Hachim Maaroufou | bieg na 100 m (m) | 10,44   | 12. q   | 10,52   | 63.     | NQ       | NQ       | NQ    | NQ      | [ 2 ]  |

### Pływanie
| Zawodnik      | Konkurencja            | Eliminacje | Eliminacje | Półfinał | Półfinał | Finał | Finał | Źródło |
| Zawodnik      | Konkurencja            | Czas       | Poz.       | Czas     | Poz.     | Czas  | Poz.  | Źródło |
| ------------- | ---------------------- | ---------- | ---------- | -------- | -------- | ----- | ----- | ------ |
| Hassane Hadji | 100 m st. dowolnym (m) | 1:07.21    | 79.        | NQ       | NQ       | NQ    | NQ    | [ 3 ]  |
| Maesha Saadi  | 50 m st. dowolnym (k)  | 29.6       | 57.        | NQ       | NQ       | NQ    | NQ    | [ 4 ]  |